# Kabinett Pembangunan III

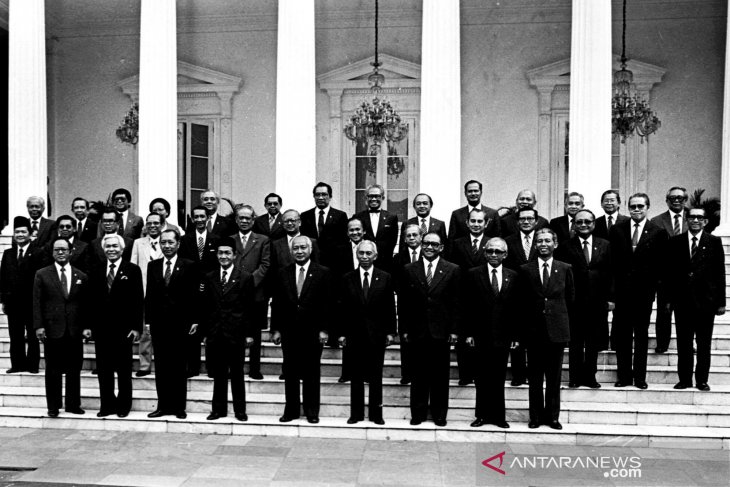
Kabinet Pembangunan III

Das Kabinett Pembangunan III (Drittes Entwicklungskabinett) wurde in Indonesien am 29. März 1978 von Staatspräsident Suharto gebildet und war das dritte Kabinett der von Suharto ausgerufenen sogenannten Orde Baru (Neue Ordnung). Es löste das Kabinett Pembangunan II ab und blieb bis zum 19. März 1983 im Amt, woraufhin das Kabinett Pembangunan IV gebildet wurde.

## Kabinettsmitglieder
| Staatspräsident | Staatspräsident |
| --------------- | --------------- |
|                 | General Suharto |

| Vizepräsident | Vizepräsident |
| ------------- | ------------- |
|               | Adam Malik    |

### Koordinierende Minister
| Nr. | Amt | Amtsinhaber         |
| --- | --- | ------------------- |
| 1   | Koordinierender Minister für Politik und Sicherheit                                                                            | Maraden Panggabean  |
| 2   | Koordinierender Minister für Wirtschaft, Finanzen und Industrie Vorsitzender der Nationalen Entwicklungsplanungsplanungagentur | Widjojo Nitisastro  |
| 3   | Koordinierender Minister für Volkswohlfahrt                                                                                    | Surono Reksodimedjo |

### Minister
| Nr. | Amt                                                                    | Amtsinhaber                                              |
| --- | ---------------------------------------------------------------------- | -------------------------------------------------------- |
| 4   | Innenminister                                                          | Amir Machmud 1. Oktober 1982 (kommissarisch): Sudharmono |
| 5   | Außenminister                                                          | Mochtar Kusumaatmadja                                    |
| 6   | Minister für Verteidigung und Sicherheit Befehlshaber der Streitkräfte | M. Jusuf                                                 |
| 7   | Justizminister                                                         | Mudjono seit 18. Februar 1981: Ali Said                  |
| 8   | Informationsminister                                                   | Ali Murtopo                                              |
| 9   | Finanzminister                                                         | Ali Wardhana                                             |
| 10  | Minister für Handel und Genossenschaften                               | Radius Prawiro                                           |
| 11  | Landwirtschaftsminister                                                | Sudarsono Hadisaputro                                    |
| 12  | Industrieminister                                                      | A. R. Suhud                                              |
| 13  | Minister für Bergbau und Energie                                       | Subroto                                                  |
| 14  | Minister für öffentliche Arbeiten                                      | Purnomosidi Hadjisarosa                                  |
| 15  | Verkehrsminister                                                       | Rusmin Nurjadin                                          |
| 16  | Minister für Bildung und Kultur                                        | Daoed Joesoef                                            |
| 17  | Gesundheitsminister                                                    | Suwardjono Surjaningrat                                  |
| 18  | Religionsminister                                                      | Alamsyah Ratu Perwiranegara                              |
| 19  | Minister für Arbeitskräfte und Transmigration                          | Harun Al-Rasjid Zain                                     |
| 20  | Sozialminister                                                         | Sapardjo                                                 |

### Staatsminister mit Geschäftsbereichen
| Nr. | Amt | Amtsinhaber               |
| --- | --- | ------------------------- |
| 21  | Staatsminister für den Staatsapparat Stellvertretender Vorsitzender der Nationalen Entwicklungsplanungsagentur | J. B. Sumarlin            |
| 22  | Staatsminister für Forschung und Technologie                                                                   | Bacharuddin Jusuf Habibie |
| 23  | Staatsminister für Entwicklungsaufsicht und Umwelt                                                             | Emil Salim                |
| 24  | Kabinettssekretär mit Ministerrang                                                                             | Sudharmono                |

### Staatssekretäre mit Geschäftsbereichen
| Nr. | Amt                                                                  | Amtsinhaber     |
| --- | -------------------------------------------------------------------- | --------------- |
| 25  | Staatssekretär für Genossenschaften Vorsitzender der Logistikagentur | Bustanil Arifin |
| 26  | Staatssekretär für Jugendangelegenheiten                             | Abdul Gafur     |
| 27  | Staatssekretärin für Frauenangelegenheiten                           | Lasiyah Sutanto |
| 28  | Staatssekretär für Wohnungsbau                                       | Cosmas Batubara |
| 29  | Staatssekretär für Nahrungsmittelproduktion                          | Achmad Affandi  |
| 30  | Staatssekretär für Transmigrationsangelegenheiten                    | Martono         |

### Mitglieder des Kabinetts mit Ministerrang
| Nr. | Amt                                                             | Amtsinhaber                             |
| --- | --------------------------------------------------------------- | --------------------------------------- |
| 31  | Generalstaatsanwalt                                             | Ali Said 18. Februar 1981: Ismail Saleh |
| 32  | Gouverneur der Zentralbank                                      | Rachmat Saleh                           |
| 33  | Befehlshaber des Operationskommandos für Sicherheit und Ordnung | Sudomo                                  |

## Weblink
- Pembangunan III: Kabinet Menteri (1978–1983) (Memento vom 1. April 2018 im Internet Archive)